# Larry Drake
Larry Drake, född 21 februari 1950 i Tulsa, Oklahoma, död 17 mars 2016 i Hollywood, Los Angeles, Kalifornien, var en amerikansk skådespelare och komiker. Drakes mest kända roll är som den lätt utvecklingsstörde Benny Stulwitz i den amerikanska TV-serien Lagens änglar. Drake spelade så övertygande att många trodde att han var förståndshandikappad på riktigt (vilket han inte var).

## Filmografi i urval
- 1980 – Battle Creek Brawl
- 1981 – Dark Night of the Scarecrow
- 1984 – Karate Kid: Sanningens ögonblick
- 1987–1994 – Lagens änglar (TV-serie) (144 avsnitt)
- 1990 – Darkman
- 1992 – Dr. Giggles
- 1995 – Darkman II: The Return of Durant
- 1997 – Bean - den totala katastroffilmen
- 1998 – Overnight Delivery
- 1998 – Prey (TV-serie) (14 avsnitt)
- 1999 – Inferno
- 1999–2004 – Johnny Bravo (TV-serie) (röst, 34 avsnitt)
- 2001 – American Pie 2
- 2002 – Spun
- 2002 – Firefly (TV-serie) (ett avsnitt)
- 2002 – Lagens änglar – The Movie
- 2005 – Mrs. Harris
- 2008 – Pathology
- 2008 – Boston Legal (TV-serie)
- 2009 – Dead Air